# Espacio azul

El estanque con nenúfares.

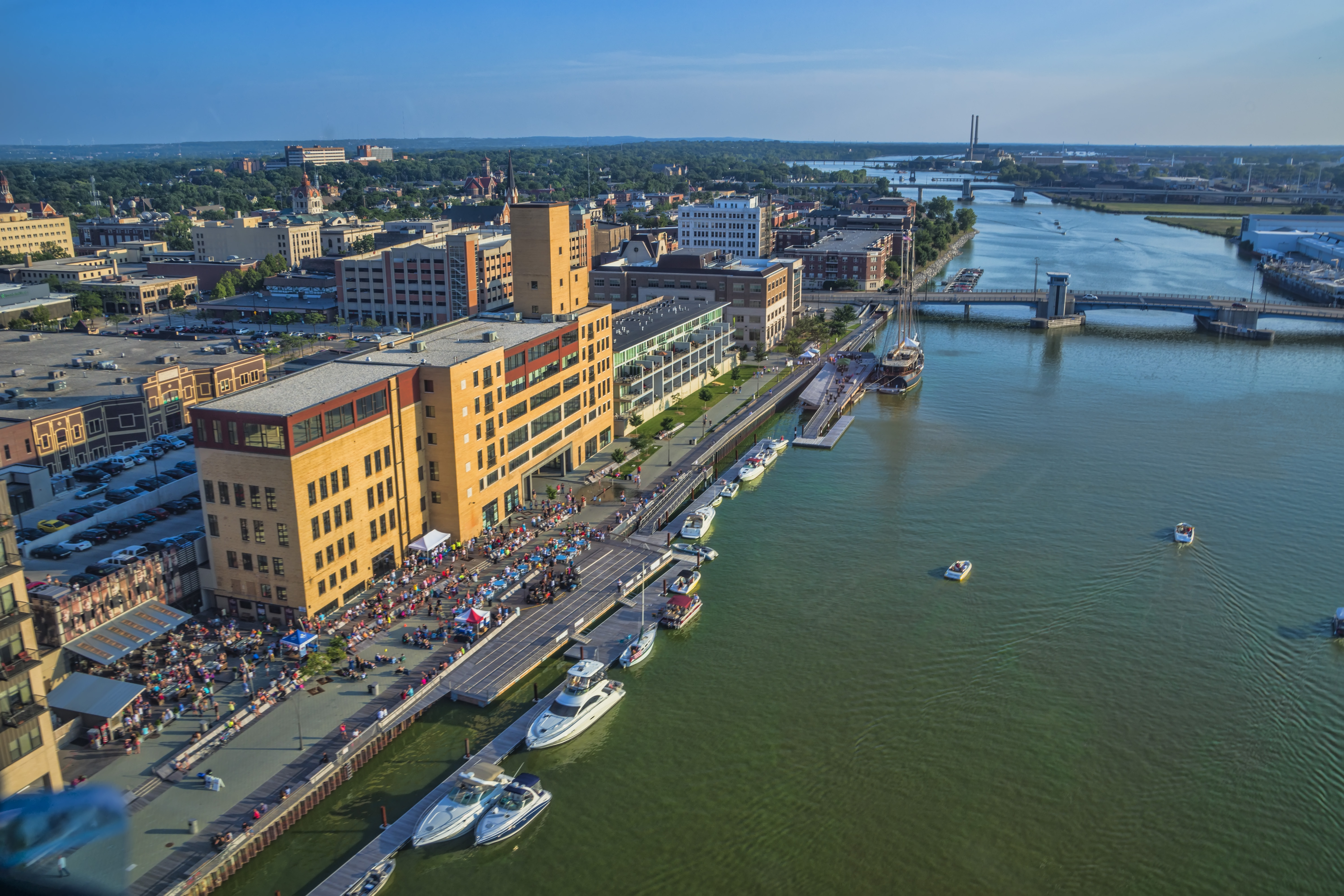
Downtown Green Bay CityDeck a lo largo del río Fox.

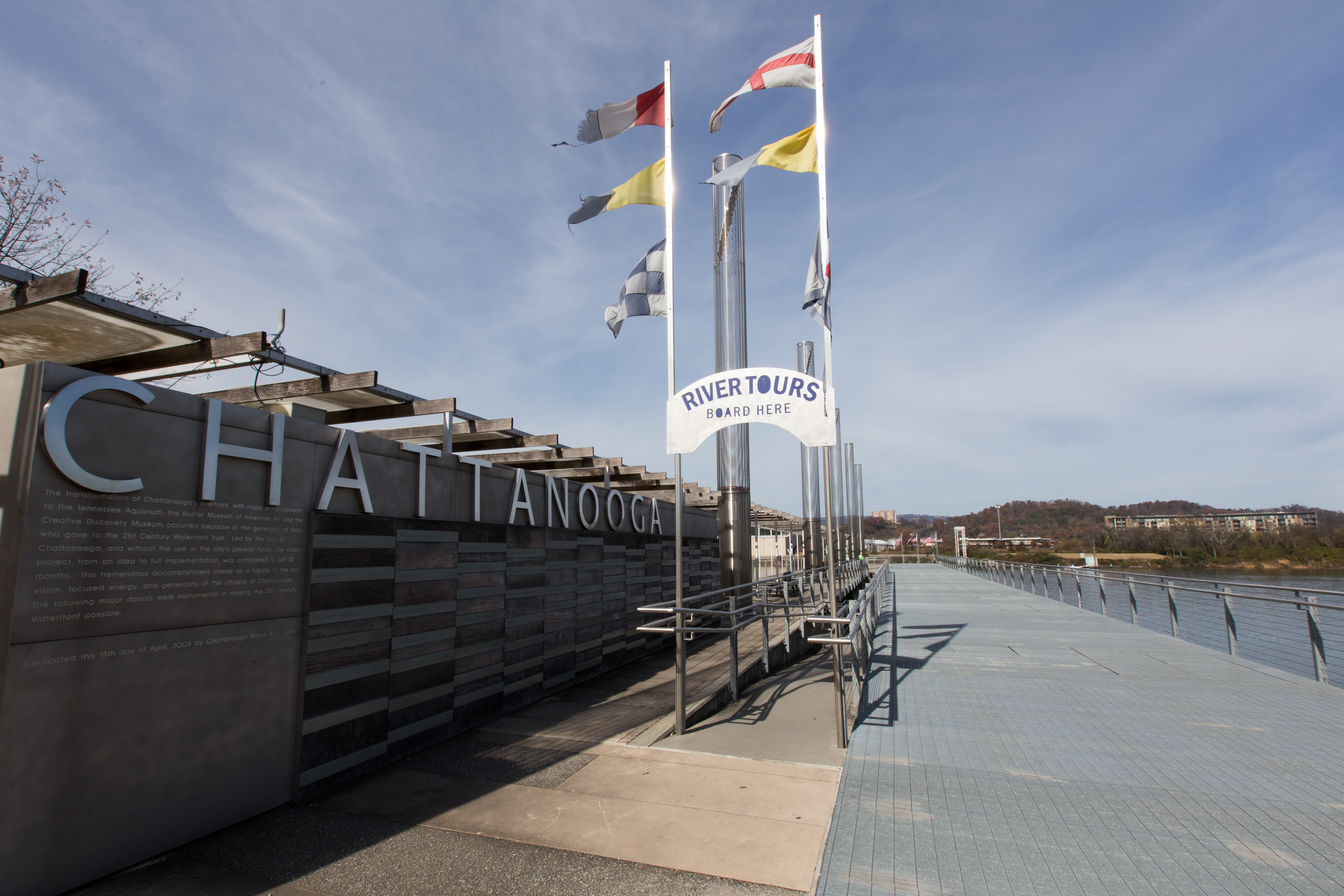
Chattanooga waterfront - panorama

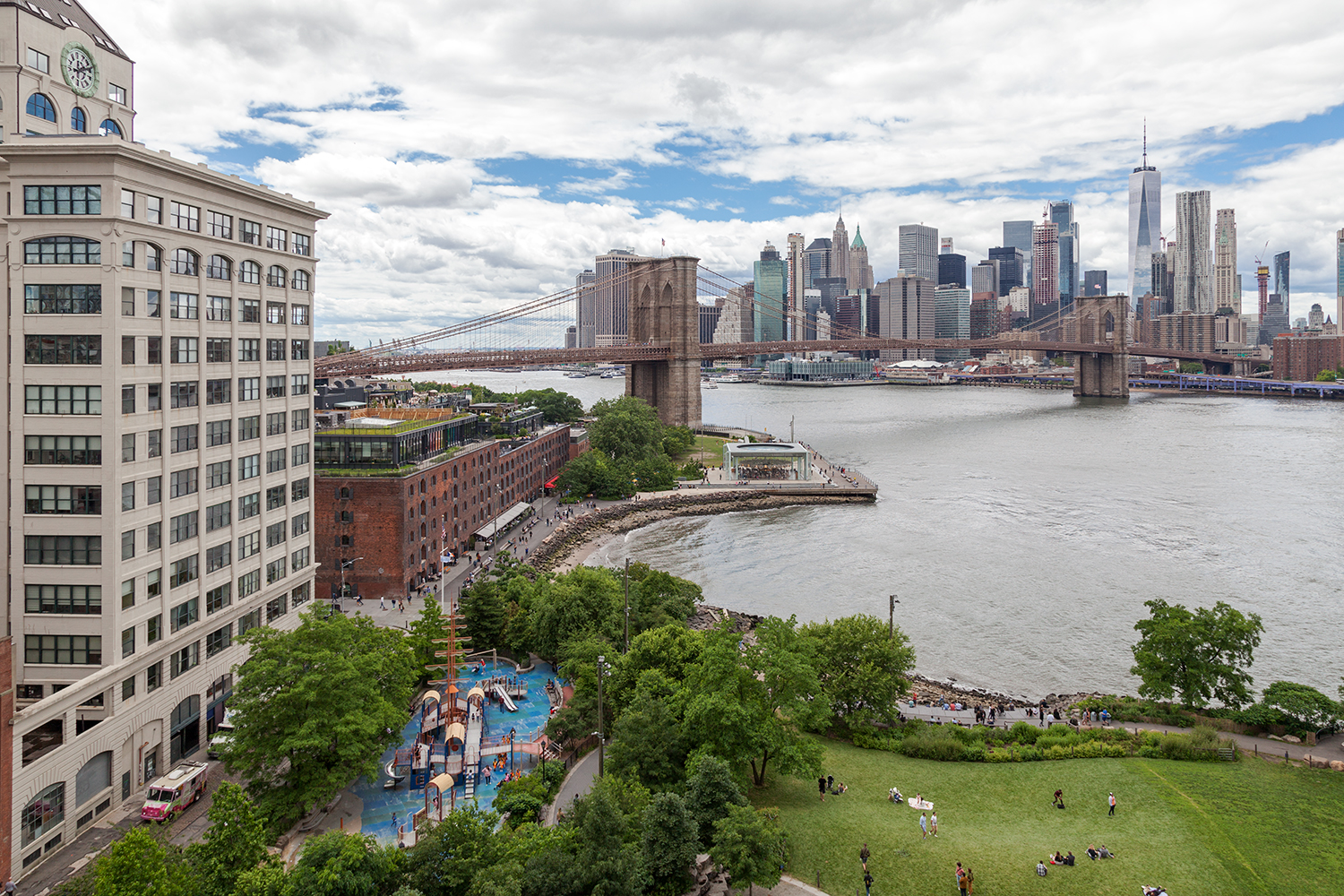
Vista del Parque del Brooklyn Bridge, en Manhattan

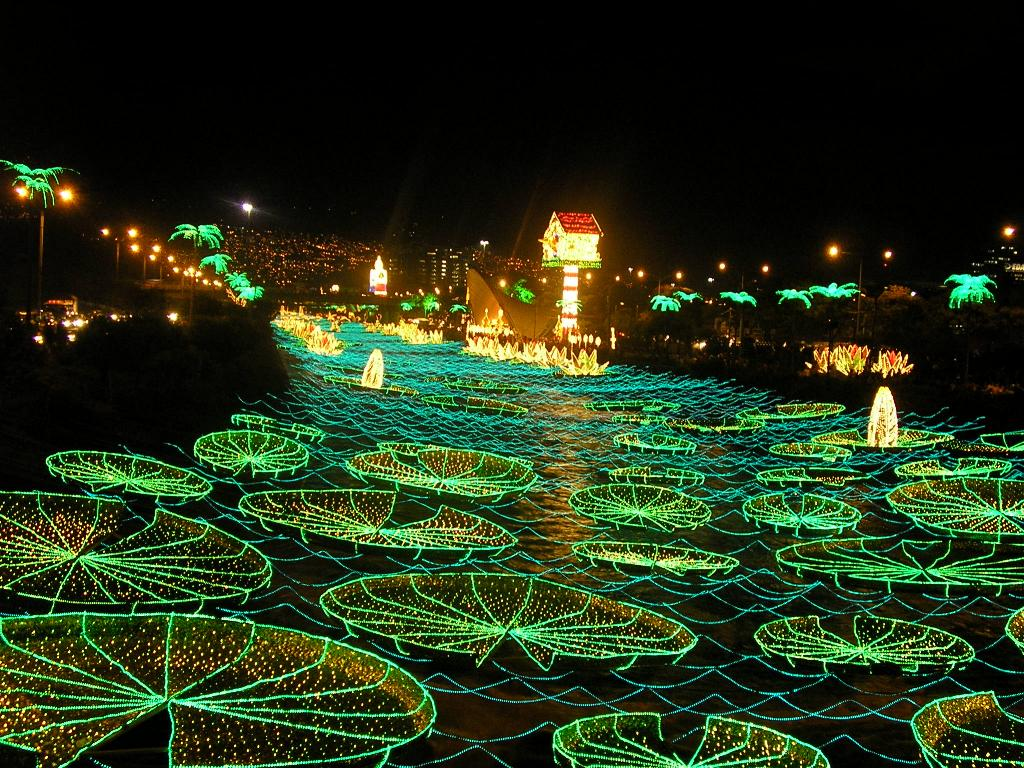
Navidad 2004 en Medellín

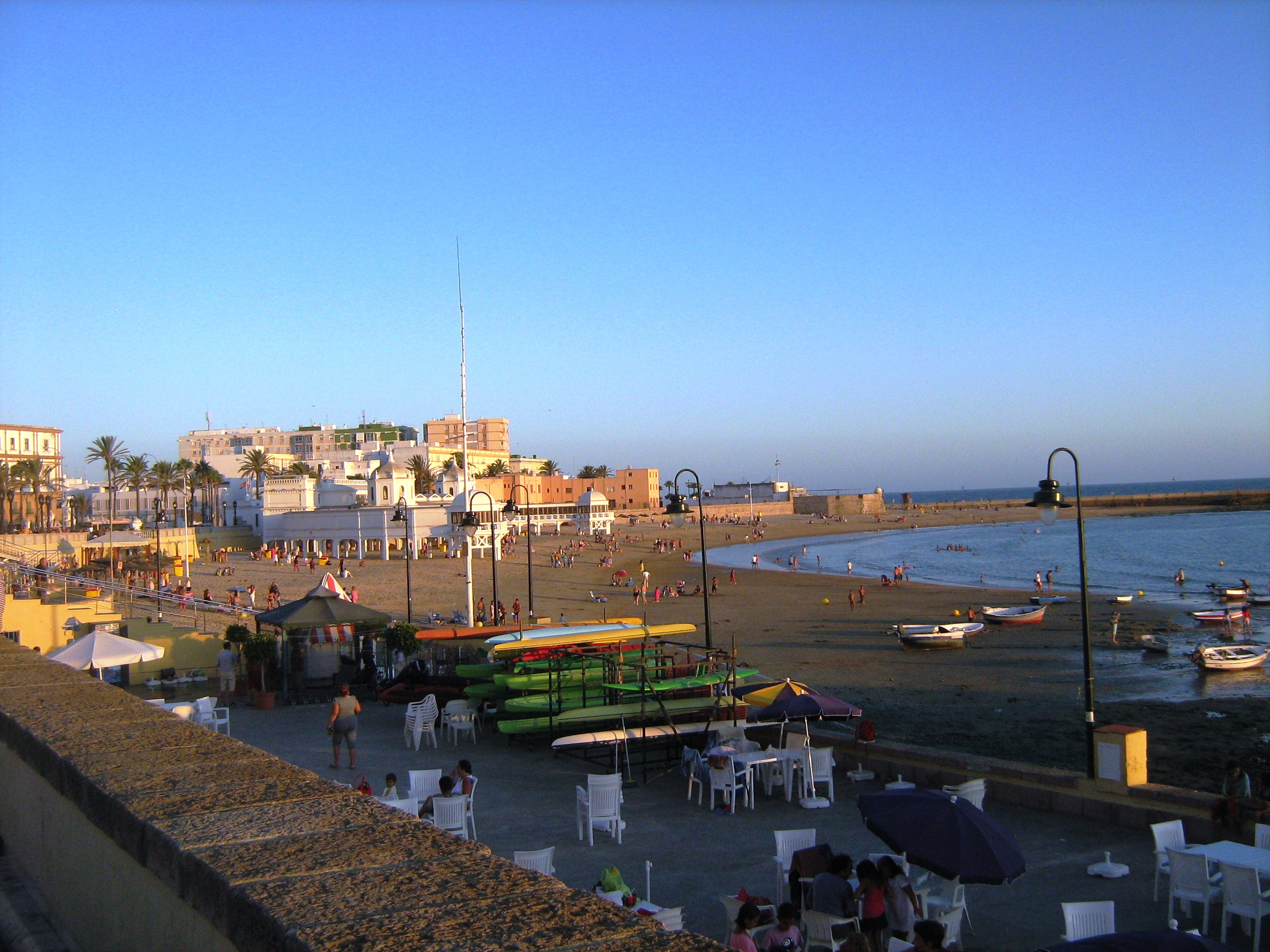
Playa de la Caleta en Cádiz - panorama

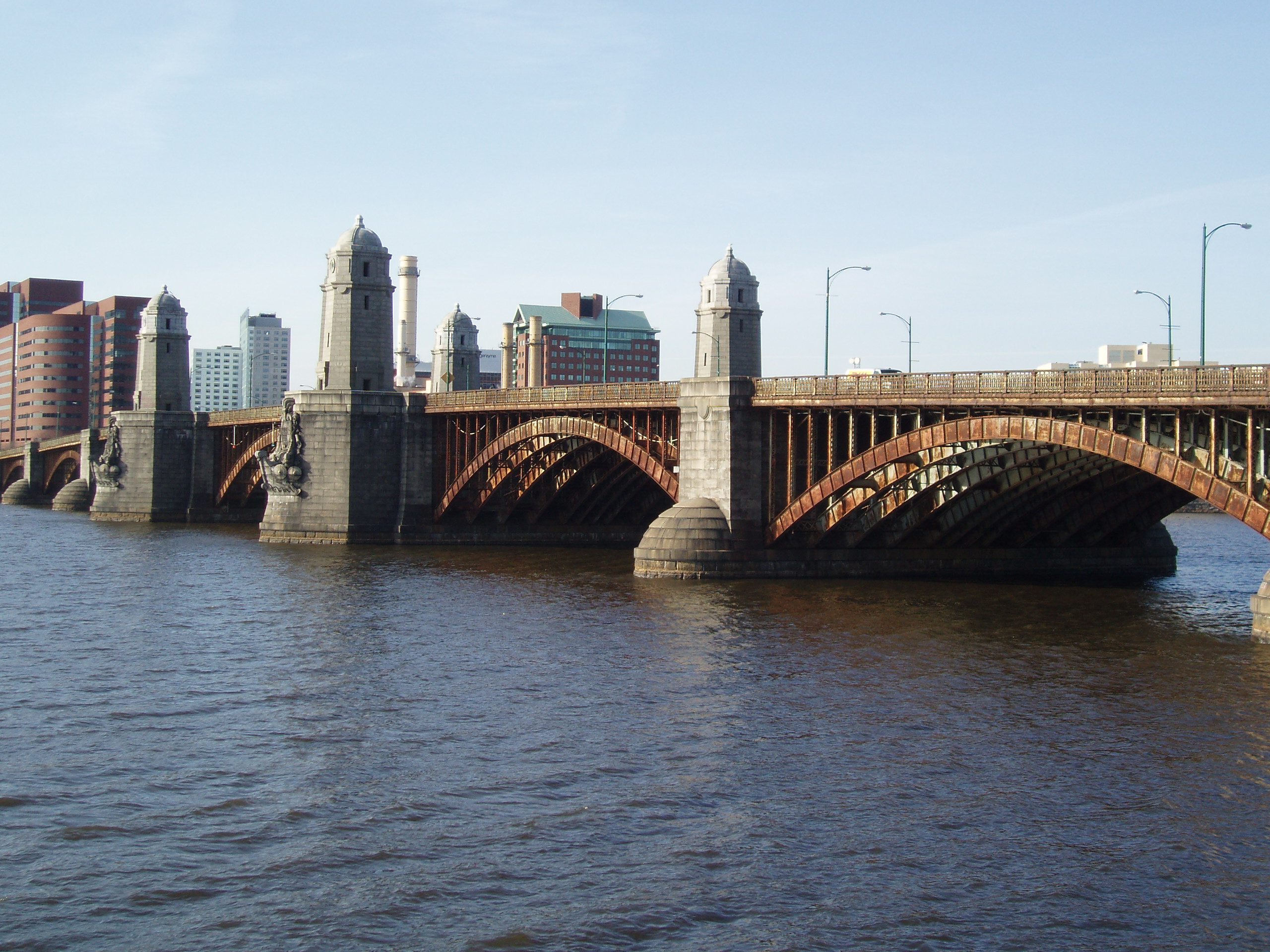
Longfellow bridge Boston

El término espacio azul (o infraestructura azul) usado en planeamiento urbanístico  se refiere a zonas al aire libre accesibles al público  que cuentan con espejos de agua integrados en el paisaje. En conjunto con los espacios verdes (parques, jardines, etc. específicamente: espacio abierto urbano),  estas áreas pueden ayudar a reducir ciertos riesgos de enfermedades relacionadas con las altas temperaturas urbanas (isla de calor urbano).
A menudo, los espacios azules están integrados de manera natural en la geografía de muchas ciudades debido a su importancia geopolítica histórica, como es el caso del  ejemplo en el caso del Río Thames en Londres.
Los espacios azules pueden ayudar a revitalizar barrios y promover la interacción social, como se puede apreciar in proyectos de renovación urbana de paseos fluviales tales como Chattanoga Waterfront, en Chattanoga, TS, EE. UU., CityDeck en Greenbay, WI, EE.UU., o el  parque de Brooklyn Bridge  en Nueva York, NY, EE.UU. A menudo, en estos lugares se celebran festivales que incrementan la interacción social temporalmente, como es en el caso del festival de las luces de Navidad en Medellín, en Colombia. Las guías de evaluación y certificación de salud en la edificación  -como WELL o Fitwel, sugieren incorporar elementos de diseño que contienen agua como estrategia para mejorar la salud y el bienestar de los ocupantes de edificio.
Los barrios con acceso a espacios naturales atractivos son susceptibles de sufrir gentrificación, de manera que los beneficios sociales asociados con los espacios azules se ecuentran distribuidos en muchos casos de manera desigual, con áreas de Justicia Medioambiental que carecen de accesos a espacios azules de calidad.

## Beneficios de salud de espacios azules
La proximidad a paisajes acuáticos puede acarrear ciertos riesgos para los humanos, incluyendo la transmisión de enfermedades a través del agua, inundaciones, o ahogos. Pero la evidencia científica muestra que la exposición a espacios azules también está asociada con una variedad de beneficios para la salud de las personas que viven o pasan tiempo cerca de estas áreas. Uno de los mecanismos por el cual este fenómeno puede ser explicado se denomina “la hipótesis de la Biophilia “ desarrollada por Edward O. Wilson. Esta teoría propone que los humanos han desarrollado una conexión fuerte con naturaleza durante su evolución que conlleva al deseo de estar rodeado de entornos naturales, incluyendo los espacios verdes y azules. Otras teorías más recientes proponen tres vías principales de exposición que ayudan a explicar por qué la proximidad a los espacios verdes y azules puede ser beneficiosa para la salud humana. Una de estas vías -Atenuación- explica estos beneficios de salud en relación con las mejoras físicas que los entornos naturales aportan al entorno construido, como son la reducción de isla de calor urbano,  contaminación de aire  o ruido por tráfico. Una segunda vía -Instoración- se centra en las mejoras de salud asociadas con el incremento de actividad física y la conectividad social promovida por espacios naturales. La última vía -Restauración -explica cómo las características relajantes de los entornos naturales pueden reducir los sentimientos negativos y aumentar la renovación cognitiva.

## Beneficios  de espacios azules en la salud física

### Incremento de actividad física
Varios estudios muestran que las personas que viven en áreas costeras son menos sedentarias y están más motivadas para hacer ejercicio físico adecuado para la salud, fenómeno que podría ser explicado por la presencia de largos paseos marítimos que fomentan una serie de deportes. Otra explicación posible se encuentra en los atributos estéticos de los espacios azules que podrían motivar un incremento de actividades físicas en estos entornos azules. Pero la proximidad a estas áreas azules no es suficiente en sí misma para promover el incremento de ejercicio físico, ya que estas áreas deben ser fácilmente accesibles a la gente. Un estudio descubrió que los adolescentes que vivían cerca de playas pero con una carretera principal entre la vivienda y el agua hacían -en general- menos ejercicio que aquellos adolescentes con acceso no interrumpido a la playa.

### Reducción deobesidad
Los espacios azules pueden reducir la obesidad al promover un incremento de actividad física, y un estudio sugiere que las personas que viven en áreas urbanas lejos de zonas verdes o azules tienen más riesgo de ser obesos.

### Mejora de la salud respiratoria
El vivir cerca de espacios azules puede mejorar la calidad de vida de las personas que tienen enfermedades respiratorias, como el asma, fenómeno que podría ser explicado por la vaporización del agua generada por el moviemento del mar, como se muestra en un estudio que mide el impacto de los espacios verdes y azules en la salud de personas con una  enfermedad pulmonar obstructiva crónica (COPD).

## Beneficios de los espacios azules en la salud mental

### Mejora de la salud mental en general
Varios investigadores descubrieron una reducción de casos psiquiátricos entre la gente que vive en las áreas costeras. Algunos de los estudios encontraron que la exposición al océano o a actividad física a lo largo de paseos fluviales ayudó a mejorar la salud mental de veteranos de guerra que sufren TEPT. Otros estudios muestran que realizar deportes aquaticos como el surfing puede ayudar a hacer frente a probemas mentales, y puede mejorar los sentimientos de autoestima y autosuficiencia .

### Mejora del estado anímico
La exposición a espacios azules esta también asociado con el incremento de sentimientos de felicidad. Un grupo de investigadores que estudian el efecto de los espacios verdes y azules en la felicidad  utilizó una aplicación de móvil para medir los sentimientos de las personas mientras estaban cerca de paisajes acuáticos. Los investigadores identificaron niveles de felicidad mayores en las personas que estaban cerca de los espacios azules.  Coherentemente con los hallazgos que centran en salud física, los efectos positivos de los espacios azules el estado anímico de las personas disminuyen proporcionalmente a la distancia entre la residencia y los aumentos de agua.

### Mejora en la rehabilitación de drogas y alcohol
Intervenciones educativas en espacios azules -como los cursos de navegación - demuestran tener un efecto positivo  en las personas que están en programas de rehabilitación de drogas y alcohol.

### Métodos de valoración del impacto de los espacios azules en la salud
Los beneficios en la salud de los espacios azules pueden ser realizados mediante el método tradicional de las valoraciones de impacto de Salud. Además, un grupo de investigadores ha desarrollado  recientemanteuna herramienta específicamente diseñada para cuantificar los beneficios de salud de los espacios azules.

## Métodos de evaluación de los efectos sobre la salud de los espacios azules
La evaluación de los beneficios medioambientales de una intervención en los espacios azules puede realizarse mediante una evaluación del impacto en la salud (EIS).

## Herramientas de evaluación de la calidad de los espacios azules
Un grupo de investigadores centrado en los espacios azules ha desarrollado una novedosa herramienta diseñada específicamente para cuantificar la calidad y los posibles beneficios para la salud de éstos. La herramienta se ha desarrollado para que la utilicen las comunidades y los diseñadores urbanos y paisajísticos.